# Aartsbisdom Bari-Bitonto
Het aartsbisdom Bari-Bitonto (Latijn: Archidioecesis Barensis-Bituntina; Italiaans: Arcidiocesi di Bari-Bitonto) is een metropolitaan aartsbisdom van de Katholieke Kerk in Italië, met zetel in kathedraal van Bari. De aartsbisschop van Bari is metropoliet van de kerkprovincie Bari, waartoe ook de volgende suffragane bisdommen behoren:
- Aartsbisdom Trani-Barletta-Bisceglie
- Bisdom Altamura-Gravina-Acquaviva delle Fonti
- Bisdom Andria
- Bisdom Conversano-Monopoli
- Bisdom Molfetta-Ruvo-Giovinazzo-Terlizzi

## Geschiedenis
Het bisdom Bari is ontstaan in de 4e eeuw en werd in de 6e eeuw verheven tot aartsbisdom. Van 855 tot 1986 waren de aartsbisschoppen van Bari ook aartsbisschop van Canosa. Op 30 september 1986 werd het aartsbisdom Bari door paus Johannes Paulus II verenigd met het bisdom Bitonto. De naam Canosa verdween toen, maar werd in 2002 als titulair aartsbisdom toegekend aan Celestino Migliore.

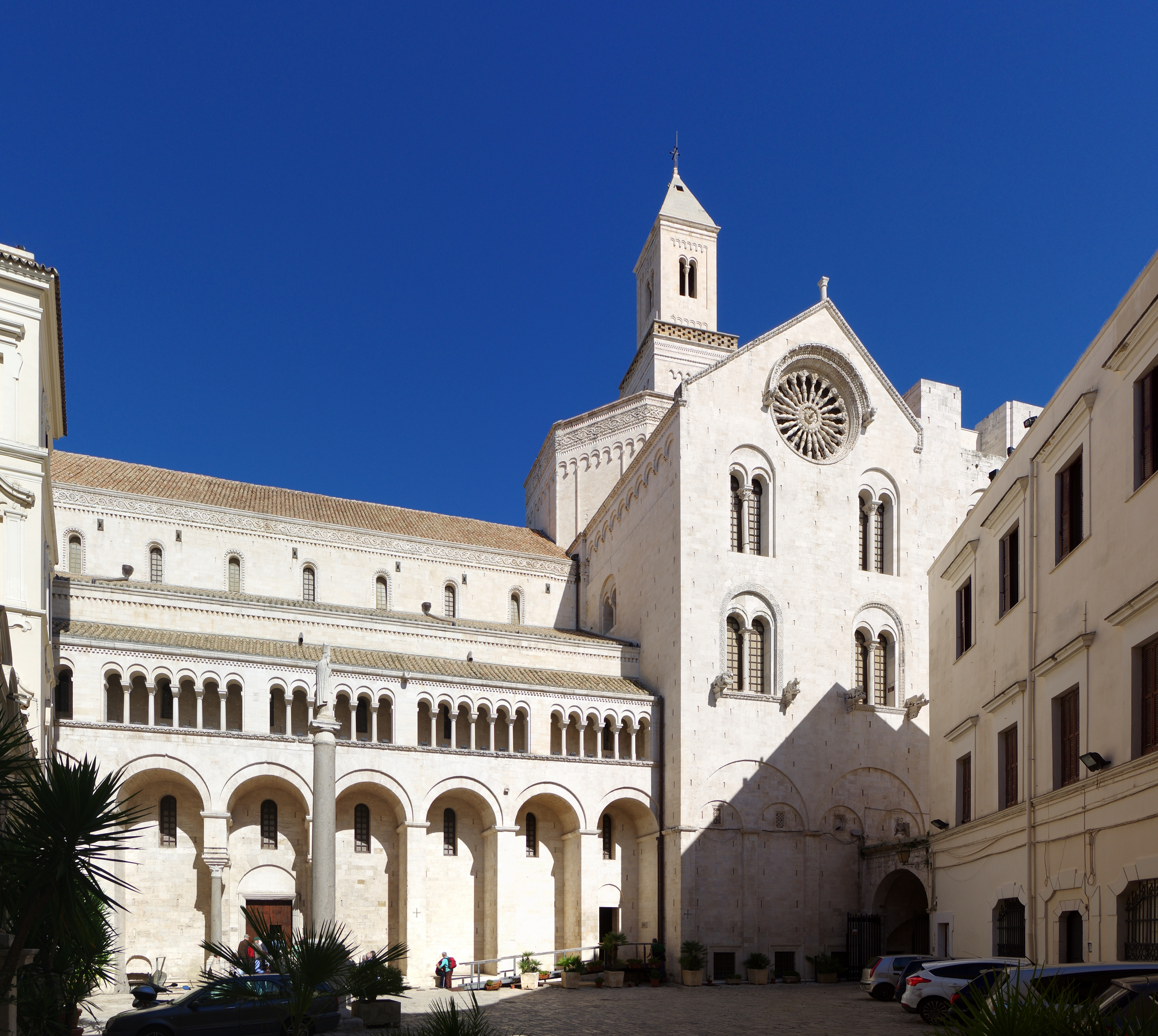
Kathedraal van Bari
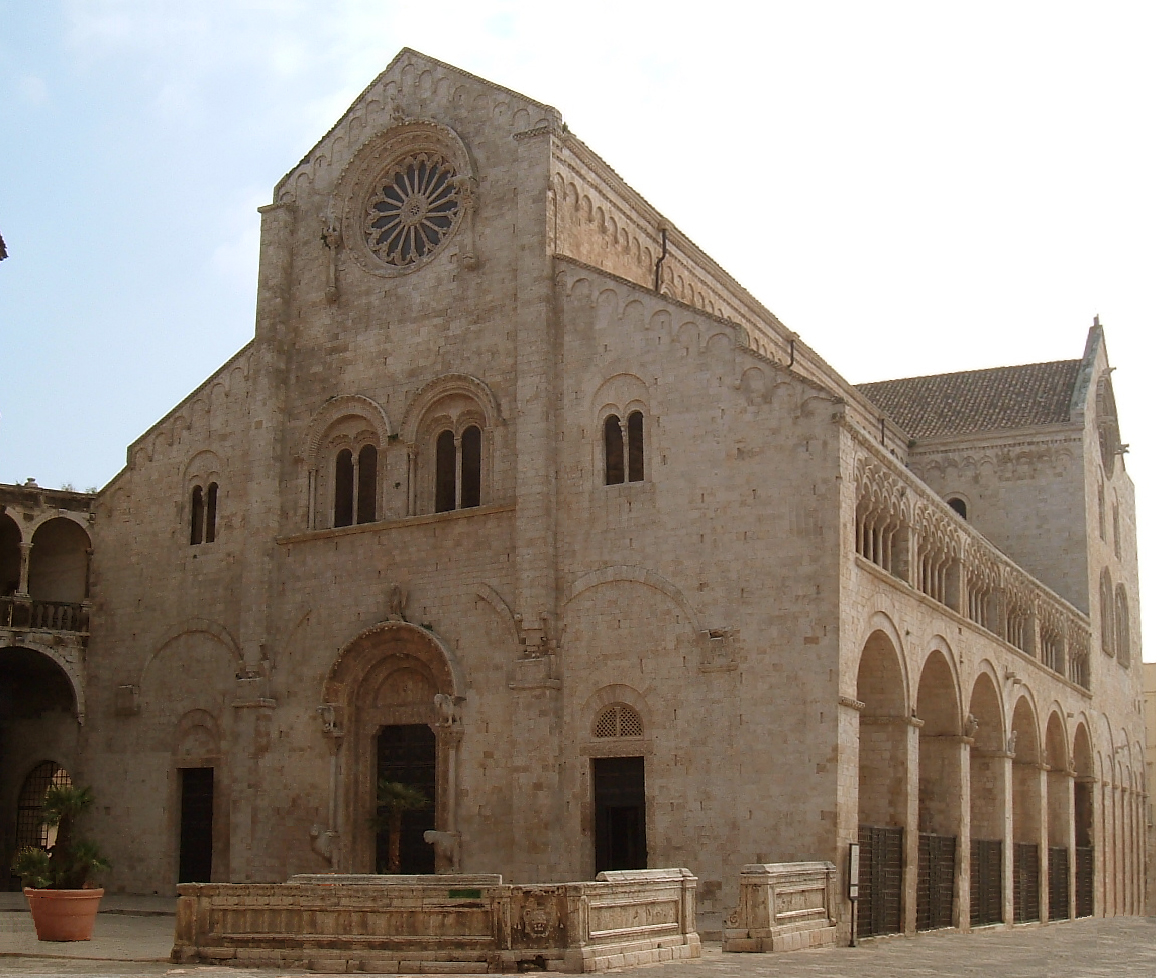
Cokathedraal van Bitonto